# Kersey (Pensilvania)
Kersey es un lugar designado por el censo ubicado en el condado de Elk en el estado estadounidense de Pensilvania. En el Censo de 2010 tenía una población de 937 habitantes y una densidad poblacional de 375,63 personas por km².

## Geografía
Kersey se encuentra ubicado en las coordenadas 41°21′26″N 78°36′33″O / 41.35722, -78.60917. Según la Oficina del Censo de los Estados Unidos, Kersey tiene una superficie total de 4.01 km², de la cual 4.01 km² corresponden a tierra firme y (0%) 0 km² es agua.

## Demografía
Según el censo de 2010, había 937 personas residiendo en Kersey. La densidad de población era de 375,63 hab./km². De los 937 habitantes, Kersey estaba compuesto por el 99.47% blancos, el 0% eran afroamericanos, el 0.21% eran amerindios, el 0% eran asiáticos, el 0% eran isleños del Pacífico, el 0% eran de otras razas y el 0.32% pertenecían a dos o más razas. Del total de la población el 0.53% eran hispanos o latinos de cualquier raza.